# National Rifle Association (Regno Unito)
La National Rifle Association (NRA) è un ente di beneficenza registrato nel Regno Unito fondata nel 1859, 12 anni prima della sua più noto omonimo statunitense. I suoi obiettivi di beneficenza sono "promuovere e incoraggiare marksmen in tutti i domini della regina nell'interesse della difesa e della permanenza delle forze volontarie e ausiliarie, navali, militari e aeree". Gli scopi formali dell'ente di beneficenza sono promuovere l'efficienza delle forze armate della Corona o della polizia, servizi antincendio e di soccorso o ambulanza. Il National Shooting Centre presso Bisley è una consociata interamente controllata dell'associazione.